# Витамин A
Витами́н A — группа близких по химическому строению веществ, которая включает ретинол (витамин A1, аксерофтол) и другие ретиноиды, обладающие сходной биологической активностью: дегидроретинол (витамин A2), ретиналь (ретинен, альдегид витамина A1) и ретиноевую кислоту. К провитаминам A относятся каротиноиды, которые являются метаболическими предшественниками витамина A; наиболее важным среди них является β-каротин. Ретиноиды содержатся в продуктах животного происхождения, а каротиноиды — растительных. Все эти вещества хорошо растворимы в неполярных органических растворителях (например, в маслах) и плохо растворимы в воде. Витамин A депонируется в печени, может накапливаться в тканях. При передозировке проявляет токсичность.
Витамин был открыт в 1913 году. В 1931 году была описана его структура, а в 1937 году его удалось кристаллизировать.
Витамин A выполняет множество биохимически важных функций в организме человека и животных. Ретиналь является компонентом родопсина — основного зрительного пигмента. В форме ретиноевой кислоты витамин стимулирует рост и развитие. Ретинол является структурным компонентом клеточных мембран, обеспечивает антиоксидантную защиту организма.
При недостатке витамина A развиваются различные поражения эпителия, ухудшается зрение, нарушается смачивание роговицы. Также наблюдается снижение иммунной функции и замедление роста.

## История открытия
В 1906 году английский биохимик Фредерик Хопкинс предположил, что помимо белков, жиров, углеводов и так далее, пища содержит ещё какие-то вещества, необходимые для человеческого организма, которые он назвал «дополнительные факторы питания» (англ. accessory food factors). В 1912 году Казимир Функ предложил название «витамин» — от латинских слов vita — жизнь, amine — амин (он ошибочно полагал, что все витамины содержат азот).
Открытие самого витамина A произошло в 1913 году. Две группы учёных — Элмер Макколлум (1859—1929) и Маргарет Дэвис (1887—1967) из Висконсинского университета и Томас Осборн (1859—1929) и Лафайет Мендель (1872—1935) из Йельского университета независимо друг от друга после серии исследований пришли к выводу, что сливочное масло и желток куриного яйца содержат какое-то необходимое для нормальной жизнедеятельности вещество. На их экспериментах было показано, что мыши, питавшиеся лишь комбинацией казеина, жира, лактозы, крахмала и соли, страдали от воспаления глаз и диареи и умирали по прошествии около 60 дней. При добавлении в рацион сливочного масла, масла из печени трески или яйца они приходили в норму. Это означало, что требовалось не только наличие жира, но и какие-то другие вещества. Макколлум разделил их на два класса — «жирорастворимый фактор A» (на самом деле содержал витамины A, E и D) и «водорастворимый фактор B».
В 1920 году Джек Сесиль Драммонд (1891—1952) предложил новую номенклатуру витаминов и после этого витамин приобрёл современное название. В том же году Хопкинс показал, что при окислении или сильном нагревании витамин A разрушается.
В 1931 году швейцарский химик Пауль Каррер (1889—1971) описал химическую структуру витамина A. Его достижение было отмечено Нобелевской премией по химии в 1937 году. Гарри Холмс (1879—1958) и Рут Корбет кристаллизовали витамин A в 1937 году. В 1946 году Давид Адриан ван Дорп (1915—1995) и Йозеф Фердинанд Аренс (1914—2001) синтезировали витамин A. Отто Ислер (1920—1992) в 1947 году разработал промышленный метод его синтеза.
Роль витамина A в зрении была открыта биохимиком Джорджем Уолдом (1906—1997), за что он получил Нобелевскую премию по физиологии и медицине в 1967 году.

## Физико-химические свойства
Вещества группы витамина A являются кристаллическими веществами. Они нерастворимы в воде, но хорошо растворимы в органических растворителях.
Ретинол разлагается кислородом воздуха и очень чувствителен к свету. Все соединения склонны к цис-транс-изомеризации, особенно по связям 11 и 13, однако кроме 11-цис-ретиналя все двойные связи имеют транс-конфигурацию.
| Соединение         | Молярная масса | Температура плавления, °C | λмакс (этанол), нм |
| ------------------ | -------------- | ------------------------- | ------------------ |
| Ретинол            | 286,43         | 64                        | 324—325            |
| Ретиналь           | 284,45         | 61—64                     | 375                |
| Ретиноевая кислота | 300,45         | 181                       | 347                |
| Ретинолпальмитат   | 524,8          | 28—29                     | 325—328            |
| Ретинолацетат      | 328,5          | 57—58                     | 326                |

## Строение и формы

Ретинол

Ретиналь

Ретиноевая кислота

Витамин A представляет собой циклический непредельный спирт, состоящий из β-иононового кольца и боковой цепи из двух остатков изопрена и первичной спиртовой группы. В организме окисляется до ретиналя (витамин A-альдегид) и ретиноевой кислоты. Депонируется в печени в виде ретинилпальмитата, ретинилацетата и ретинилфосфата.
В продуктах животного происхождения содержится во всех формах, однако так как чистый ретинол нестабилен, то основная часть находится в виде сложных эфиров ретинола (в промышленности в основном выпускается в виде пальмитата или ацетата).
В растениях содержатся провитамины A — некоторые каротиноиды. Предшественником витамина могут быть две группы структурно близких веществ: каротины (α-, β- и γ-каротины) и ксантофиллы (β-криптоксантин). Каротиноиды также являются изопреноидными соединениями, α и γ-каротины содержат по одному β-иононовому кольцу и при окислении образуется одна молекула ретинола, а в β-каротине содержится два иононовых кольца, следовательно, он обладает большей биологической активностью и из него образуется две молекулы ретинола.
Плотоядные животные, такие как, например, кошачьи из-за отсутствия 15-15'-монооксигеназы не могут преобразовать каротиноиды в ретиналь (в результате ни один из каротиноидов не является формой витамина A для этих видов).

## Пищевые источники
Витамин A присутствует в продуктах животного и растительного происхождения, особенно много его в печени морских рыб и млекопитающих. Источником витамина для человека могут также быть каротины. Каротин — жёлтый пигмент, его содержание в продуктах в какой-то степени пропорционально интенсивности их окраски. Они нетоксичны в высоких дозах, но не могут полностью заменить ретинол, так как лишь ограниченное количество способно превратиться в витамин A. Наибольшее количество β-каротина содержится в различных сортах моркови, но его концентрация может резко варьироваться от сорта к сорту (от 8 до 25 мг на 100 г, чем ярче окраска, тем больше каротина). Хорошими источниками являются красный перец, зелёный лук, салат, тыква и томаты.
Печень наиболее богата витамином A; его много в почках и других субпродуктах, в мышечной же ткани витамин A почти не содержится, поэтому его нет в мясе. Содержание витамина A в яйцах и сливочном масле во многом зависит от качества питания животных. В одном литре молока — от 500 до 7000 МЕ витамина A, а в среднем — около 1500 МЕ. В гомогенизированном молоке витамин A может быть разрушен кислородом. В 450 г сливочного масла, произведённого в зимний период, когда коров кормят сеном, содержится около 2000 МЕ витамина A, тогда как в летнем сливочном масле — 12 000 МЕ и более. Чрезвычайно богат витамином рыбий жир, хотя его содержание зависит от возраста и характера питания рыб. Жир из печени палтуса богаче витамином A, чем жир печени трески, потому что палтус вылавливают в более взрослом возрасте и он дольше кормится зелёными морскими водорослями. По этой же причине в говяжьей или бараньей печени больше витамина A, чем в печени телят или ягнят. В среднем больше всего витамина в печени белого медведя.
Установлено, что из сырой моркови усваивается лишь около 1 % каротина, в то время как из варёной 5-19 %. В общем из овощей усваивается 16-35 % каротина. Чем более мягкой консистенции овощи, тем лучше усваивается каротин. Каротин, таким образом, лучше усваивается из овощных соков, но сок надо пить сразу же после приготовления, так как на воздухе каротин быстро окисляется. Прежде чем витамин A или каротин попадут в тонком кишечнике в кровь, они должны соединиться с желчью. Если пища в этот момент содержала мало жира, то жёлчи выделяется мало, и всасывание этого жирорастворимого витамина нарушается, из-за чего с калом может теряться до 90 % каротина и витамина A.
| Растительные (каротиноиды) | Животные (ретиноиды)                                                                                               |
| --- | --- |
| Зелёные и жёлтые овощи (морковь, тыква, сладкий перец, шпинат, брокколи, зелёный лук, зелень петрушки), бобовые (соя, горох), персики, абрикосы, яблоки, виноград, арбуз, дыня, шиповник, облепиха, черешня | Рыбий жир, печень (особенно говяжья), икра, молоко, сливочное масло, маргарин, сметана, творог, сыр, яичный желток |

Генетически модифицированный золотой рис, в зёрнах которого содержится большое количество бета-каротина, является потенциальным решением для устранения дефицита витамина A. Однако пока ни одна разновидность «золотого риса» не доступна для употребления в пищу.
Синтетический ретинол (в виде сложных эфиров) получают из β-ионона, постепенно наращивая цепочку из двойных связей.

## Суточная потребность
В среднем взрослому мужчине нужно 900 мкг, а женщине — 700 мкг витамина A в сутки. Верхний допустимый уровень потребления для взрослых — 3000 мкг в сутки.
| Возрастная категория     | Норма употребления, мкг/сутки       | Верхний допустимый уровень потребления, мкг/сутки      |
| ------------------------ | ----------------------------------- | ------------------------------------------------------ |
| Младенцы                 | 400 (0—6 мес.), 500 (7—12 мес.)     | 600                                                    |
| Дети                     | 300 (1—3 года), 400 (4—8 лет)       | 600 (1—3 года), 900 (4—8 лет)                          |
| Мужчины                  | 600 (9—13 лет), 900 (14 — >70 лет)  | 1700 (9—13 лет), 2800 (14—18 лет), 3000 (19 — >70 лет) |
| Женщины                  | 600 (9—13 лет), 700 (14 — >70 лет)  | 1700 (9—13 лет), 2800 (14—18 лет), 3000 (19 — >70 лет) |
| Беременные женщины       | 750 (<19 лет), 770 (19 — >50 лет)   | 2800 (<19 лет), 3000 (19 — >50 лет)                    |
| Женщины, кормящие грудью | 1200 (<19 лет), 1300 (19 — >50 лет) | 2800 (<19 лет), 3000 (19 — >50 лет)                    |

## Метаболизм

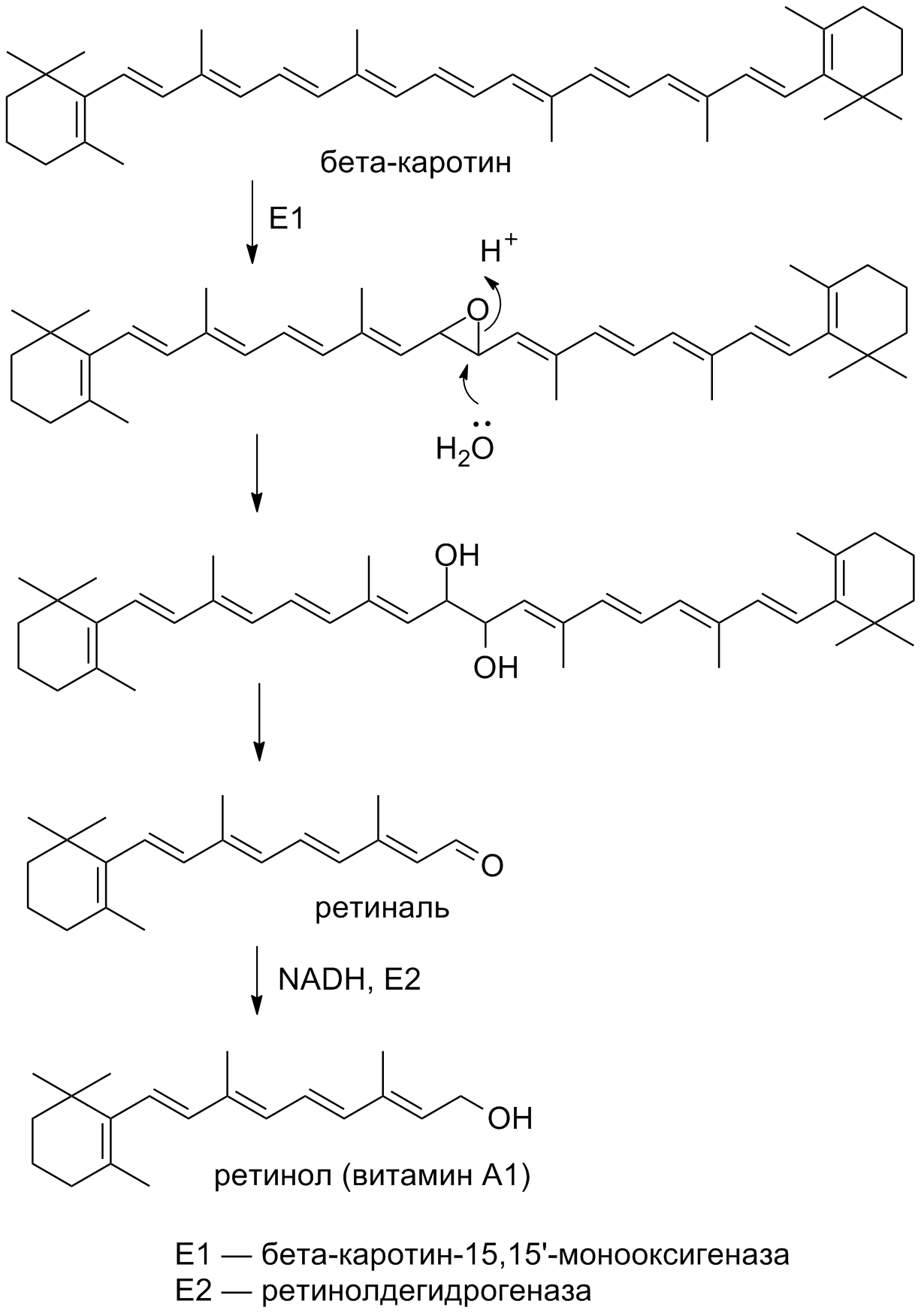
Превращение β-каротина в ретинол

Усвоение витамина A из продуктов и лекарственной формы происходит с участием специальных гидролаз (карбоксилэстеразы и липазы) поджелудочной железы и слизистой оболочки тонкой кишки. У детей до 6 месяцев гидролазы функционируют недостаточно. Для всасывания важно наличие достаточного количества жирной пищи и жёлчи. Всасывание происходит в составе мицелл, затем в энтероцитах они включаются в состав хиломикронов. Попавший в клетку эпителия кишечника витамин вновь превращается в эфир пальмитиновой кислоты и в таком виде поступает в лимфу, а затем в кровь. Из мышцы всасывается только ацетат ретинола.
β-Каротин сначала расщепляется 15-15'-монооксигеназой в центральной части молекулы с образованием ретиналя, а затем — редуктазой с участием коферментов NADH и NADPH. Одновременный приём с пищей антиоксидантов препятствует окислению каротина по периферическим двойным связям. Витамин B12, повышает активность монооксигеназы. Это увеличивает количество молекул каротина, которые расщепляются по центральной связи, и эффективность синтеза витамина A увеличивается в 1,5—2 раза.
В крови витамин A соединяется со специальным белком, связывающим ретинол (БСР), синтезируемым в печени. Ретиноевая кислота соединяется с альбумином. Белок обеспечивает растворимость ретинола, защиту от окисления и транспорт в различные ткани. Препарат, не связанный с белком, токсичен. Затем образовавшийся комплекс (витамин A + БСР) соединяется ещё с одним белком — транстиретином, препятствующим фильтрации препарата в почках. По мере использования тканями витамина A происходит его отщепление от вышеназванных белков и поступление в ткани.
Главное место накопления витамина — печень (90 %), в меньших количествах также хранится в почках, жировой ткани и надпочечниках.
Поступление ретинола к плоду через плаценту в последнем триместре беременности регулируется специальным механизмом, вероятно, с фетальной стороны. Избыток витамина A депонируется в печени в виде эфира пальмитиновой кислоты. Депо препарата в печени принято считать достаточным, если оно превышает 20 мкг/г её ткани — у новорождённого и 270 мкг/г ткани — у взрослого. Показателем содержания витамина A в печени служит и его уровень в плазме крови: если он меньше 10 мкг/дл, то у человека гиповитаминоз. У доношенного ребёнка запасов витамина A хватает на 2—3 месяца.
В клетках органов-мишеней есть специальные цитозольные рецепторы, распознающие и связывающие комплекс ретиноид + ретинол-связывающий белок (РСБ). В сетчатке глаза ретинол превращается в ретиналь, а в печени он подвергается биотрансформации, превращаясь сначала в активные метаболиты (в ретиналь, а затем в ретиноевую кислоту, которая выводится с желчью в виде глюкуронидов), а затем в неактивные продукты, выводимые почками и кишечником. Попав в кишечник, препарат участвует в энтерогепатической циркуляции. Элиминация осуществляется медленно: за 21 день из организма исчезает всего 34 % введённой дозы. Поэтому довольно велика опасность кумуляции препарата при повторных приёмах.

## Витаминная ценность ретиноидов и каротиноидов
Поскольку только часть каротиноидов пищи могут преобразовываться в организме в витамин A, продукты питания сравнивают по количеству усвоенного организмом человека витамина A в форме ретинола. Некоторая путаница определения этого количества возникает из-за того, что представление об эквивалентном количестве с течением времени менялось.
Долго использовалась система, основанная на международных единицах (МЕ). Величина одной единицы МЕ была принята 0,3 мкг ретинола, 0,6 мкг β-каротина или 1,2 мкг других каротиноидов, являющихся провитаминами A.
Позднее стали использовать другую единицу — эквивалент ретинола (ЭР). 1 ЭР соответствовал 1 мкг ретинола, 2 мкг растворённого в жире β-каротина (из-за плохой растворимости в большинстве витаминных комплексов β-каротин растворён лишь частично), 6 мкг β-каротина в обычной пище (так как преобразование β-каротина в ретинол в этом случае ниже, чем в случае растворённого в жире β-каротина) или 12 мкг α-каротина, γ-каротина или β-криптоксантина в пище (поскольку из молекул этих каротиноидов образуется на 50 % меньше ретинола по сравнению с молекулами β-каротина).
Последующие исследования показали, что в действительности витаминная активность каротиноидов в два раза ниже, по сравнению с тем, что считалось ранее. Поэтому в 2001 году Институт медицины США предложил очередную новую единицу — эквивалент активности ретинола (RAE). 1 RAE соответствует 1 мкг ретинола, 2 мкг растворённого в жире β-каротина (в виде фармацевтического препарата), 12 мкг «пищевого» β-каротина или 24 мкг иных провитаминов A.
| Вещество                          | RAE в 1 мкг вещества |
| --------------------------------- | -------------------- |
| ретинол                           | 1                    |
| бета-каротин, растворённый в жире | 1/2                  |
| бета-каротин в пище               | 1/12                 |
| альфа-каротин в пище              | 1/24                 |
| гамма-каротин в пище              | 1/24                 |
| бета-криптоксантин в пище         | 1/24                 |

## Взаимодействие
Синергистом витамина A является витамин E, который способствует сохранению ретинола в активной форме, всасыванию из кишечника и его анаболическим эффектам. Витамин A нередко назначают вместе с витамином D. При лечении гемералопии его следует назначать вместе с рибофлавином, никотиновой кислотой. Нельзя одновременно с витамином A назначать холестирамин, активированный уголь, нарушающие его всасывание.

## Транскрипция генов
Витамин A и его производные действуют на специфические рецепторные белки в клеточных ядрах, рецепторы ретиноевой кислоты (RAR) и ретиноидные X-рецепторы (RXR): Retinoic acid receptor, beta (RAR-β, RARB); Retinoid-Related Orphan Receptor-gamma (RORC); Retinoid X receptor, alpha (RXR-α, RXRA). Кристаллические структуры таких ядерных рецепторов с ретиноивой кислотой были исследованы кристаллографическими методами — рентгеноструктурным анализом (РСА). Такой лиганд-рецепторный комплекс связывается с участками ДНК и вызывает супрессию генов, регулируя таким образом синтез белков, ферментов или компонентов тканей, и проявляется это действие как в эмбриогенезе, так и в морфогенезе. Фармакологические эффекты витамина A определены именно этим свойством.

## Роль
Витамин A имеет следующие фармакологические эффекты:
1. Синтез ферментов, необходимых для активирования фосфоаденозинфосфосульфата (ФАФС), необходимого для синтеза:
  - мукополисахаридов: хондроитинсерной кислоты и сульфогликанов — компонентов соединительной ткани, хрящей, костей; гиалуроновой кислоты — основного межклеточного вещества; гепарина;
  - сульфоцереброзидов;
  - таурина (входит в состав таурохолевой жёлчной кислоты, стимулирует синтез соматотропного гормона, участвует в синаптической передаче нервного импульса, обладает антикальциевым эффектом);
  - ферментов печени, участвующих в метаболизме эндогенных и экзогенных веществ.
2. Синтез соматомединов A1, A2, B и C, способствующих синтезу белков мышечной ткани; включению фосфатов и тимидина в ДНК, пролина в коллаген, уридина в РНК.
3. Гликолизирование полипептидных цепей:
  - гликопротеинов крови (а1 — макроглобулин и др.);
  - гликопротеинов, являющихся компонентами клеточных и субклеточных (митохондриальных и лизосомальных) мембран, что имеет огромное значение для завершения фагоцитоза;
  - гликопротеина — фибронектина, участвующего в межклеточном взаимодействии, за счёт чего происходит торможение роста клеток.
4. Синтез половых гормонов, а также интерферона, иммуноглобулина A, лизоцима.
5. Синтез ферментов эпителиальных тканей, предупреждающих преждевременную кератинизацию.
6. Активация рецепторов для кальцитриола (активного метаболита витамина D).
7. Синтез родопсина в палочках сетчатки, необходимого для сумеречного зрения.

Соединения группы витамина A имеют различную биологическую активность. Ретинол необходим для роста, дифференциации и сохранения функций эпителиальных и костных тканей, а также для размножения. Ретиналь важен в механизме зрения. Ретиноевая кислота в 10 раз активнее ретинола в процессах клеточной дифференциации, но менее активна в процессах размножения. Если крыс лишить всех остальных форм витамина A, то они могут продолжать нормально расти. Однако у таких крыс проявляется бесплодие (хотя высокие повторяющиеся дозы ретиноевой кислоты способны восстановить сперматогенез) и начинает вырождаться сетчатка, так как ретиноевая кислота не может быть восстановлена до ретиналя или ретинола, в то время как ретиналь свободно переходит в ретинол и обратно.

### Участие витамина в процессе зрения

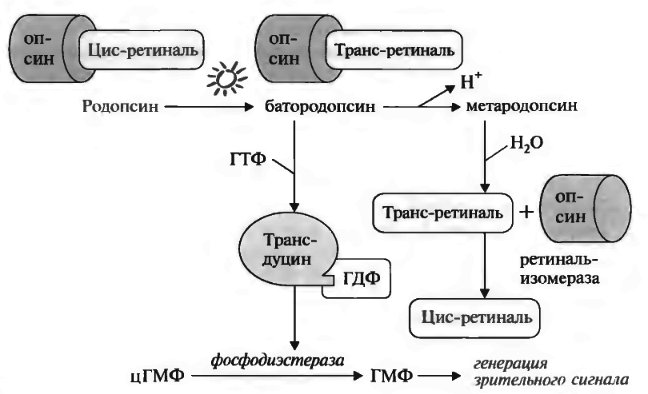
Механизм образования зрительного сигнала

При небольшом дефиците витамина A ослабляется зрение. В сетчатке глаза есть вещество, содержащее витамин A, так называемый зрительный пурпур. Когда свет попадает в глаза, часть зрительного пурпура расщепляется, и это стимулирует посылку нервных импульсов. Так мозг получает информацию о том, что видят глаза. Вновь и вновь разрушается и заново образуется зрительный пурпур. Этот цикл восстановления и расщепления продолжается всю нашу жизнь.
Витамин A в форме ретиналя играет важную роль в зрении. 11-Цис-ретиналь связывается с белками опсинами, образуя пигменты пурпурно-красного цвета родопсин или один из трёх видов йодопсинов — основные зрительные пигменты, участвующие в создании зрительного сигнала. Механизм образования зрительного сигнала (на примере родопсина) таков:
1. Квант света стимулирует родопсин.
2. Абсорбция света родопсином изомеризирует 11-цис-связь в ретинале в транс-связь. Такая транс-структура называется батородопсином (активированным родопсином). Транс-ретиналь имеет бледно-жёлтый оттенок, поэтому при освещении родопсин обесцвечивается.
3. При освобождении протона из батородопсина образуется метародопсин, гидролитический распад которого даёт опсин и транс-ретиналь. Фотохимическая цепь в батородопсине служит для активации G-белка, называемого трансдуцином. Трансдуцин активируется ГТФ.
4. Комплекс трансдуцин — ГДФ активирует специфическую фосфодиэстеразу, которая расщепляет цГМФ.
5. Падение внутриклеточной концентрации цГМФ вызывает каскад событий, приводящий к генерации зрительного сигнала: перекрытие цГМФ-зависимых Na+ и Ca2+ каналов → деполяризация мембраны → возникновение нервного импульса → преобразование импульса в зрительное восприятие в мозге.

Образование цис-ретиналя из транс-формы, катализируемое ретинальизомеразой, является медленным процессом, протекающим на свету. Оно лишь частично протекает в сетчатке, основное место синтеза — печень. В сетчатке под действием дегидрогеназы транс-ретиналь превращается в транс-ретинол, а затем поступает в кровь, где связывается с БСР и транспортируется в печень. Там ретинолизомераза превращает транс-ретинол в цис-ретинол, а потом с помощью NAD+-зависимой дегидрогеназы в цис-ретиналь, который затем поступает в сетчатку. Синтез родопсина из цис-ретиналя и опсина протекает в темноте. Полное восстановление родопсина у человека занимает около 30 минут.
Подобный процесс проходит и в колбочках. Сетчатка содержит три вида колбочек, каждый из которых содержит один из трёх видов йодопсина, поглощающих синий, зелёный и красный цвет. Все три пигмента тоже содержат 11-цис-ретиналь, но различаются по природе опсина. Некоторые формы цветовой слепоты (дальтонизм) вызваны врождённым отсутствием синтеза одного из трёх типов опсина в колбочках или синтезом дефектного опсина.

### Участие витамина A в антиоксидантной защите организма
Благодаря наличию двух сопряжённых двойных связей в молекуле ретинол способен взаимодействовать со свободными радикалами, в том числе и со свободными радикалами кислорода. Эта важнейшая особенность витамина позволяет считать его эффективным антиоксидантом. Ретинол также значительно усиливает антиоксидантное действие витамина E. Вместе с токоферолом и витамином C он активирует включение селена в состав глутатионпероксидазы. Витамин A способен поддерживать SH-группы в восстановленном состоянии (им тоже присуща антиоксидантная функция). Однако витамин A может проявить себя и как прооксидант, так как он легко окисляется кислородом воздуха с образованием высокотоксичных перекисных продуктов. Витамин E препятствует окислению ретинола.

## Гиповитаминоз

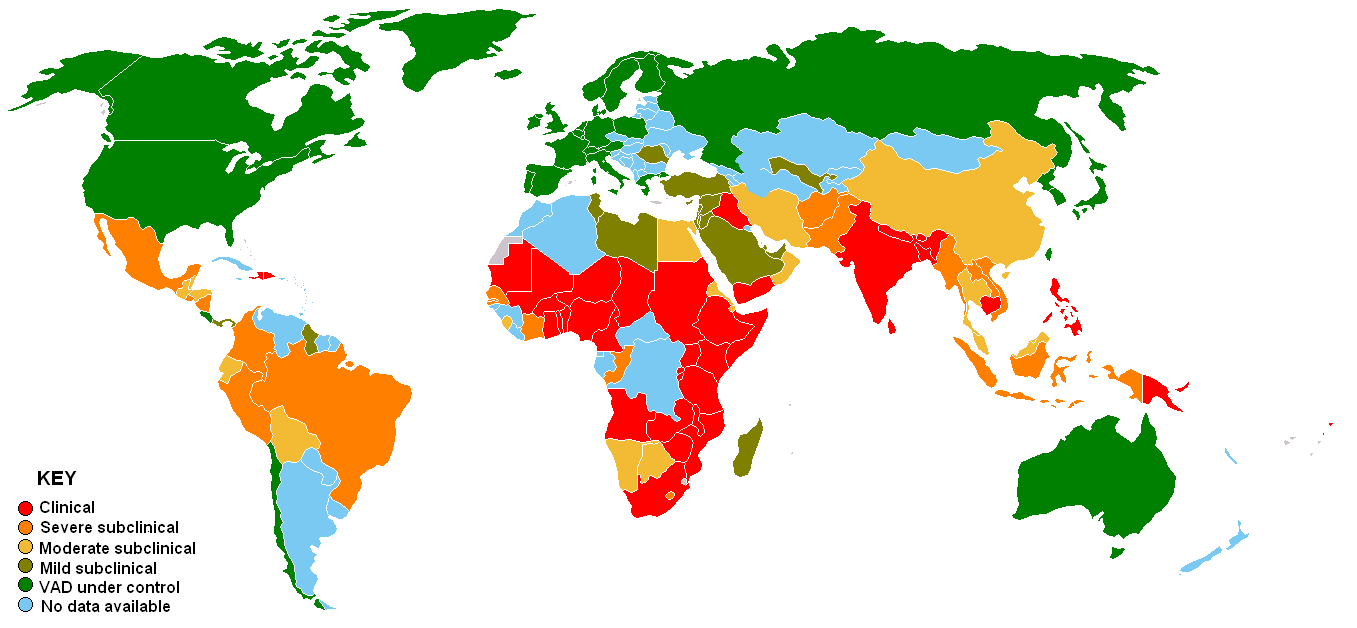
Распространение гиповитаминоза A в мире. Красным показаны наиболее страдающие страны, зелёным — наименее страдающие. Голубой цвет означает отсутствие данных

Дефицит витамина A, по оценкам, затрагивает примерно треть детей в возрасте до пяти лет во всем мире. Он уносит жизни 670 000 детей в возрасте до пяти лет в год. Приблизительно 250 000—500 000 детей в развивающихся странах становятся слепыми каждый год в связи с дефицитом витамина A (в основном в Юго-Восточной Азии и Африке).
Недостаток витамина A может произойти из-за первичной или вторичной недостаточности. Первичный дефицит витамина A возникает среди детей и взрослых, которые не потребляют нужное количество каротиноидов из фруктов и овощей или витамина A из животных и молочных продуктов. Ранний отказ от грудного вскармливания может также увеличить риск дефицита витамина A.
Вторичный дефицит витамина A связан с хроническим нарушением всасывания липидов, желчеобразования и хроническому воздействию окислителей, таких как сигаретный дым и хронический алкоголизм. Витамин A — жирорастворимый витамин, и зависит от мицеллярной солюбилизации для дисперсии в тонком кишечнике, что приводит к плохому использованию витамина A при низком содержании жиров. Дефицит цинка также может ухудшать всасывание, транспорт и метаболизм витамина A, поскольку он необходим для синтеза транспортных белков и в качестве кофактора для превращения ретинола в ретиналь. В недоедающих популяциях общее низкое употребление витамина A и цинка усиливают выраженность дефицита витамина A. Исследование, проведённое в Буркина-Фасо, показало значительное снижение заболеваемости малярией среди детей младшего возраста при использовании комбинации витамина A и цинка.
Наиболее ранним симптомом гиповитаминоза является куриная слепота — резкое снижение темновой адаптации. Характерными являются поражения эпителиальных тканей: кожи (фолликулярный гиперкератоз), слизистых оболочек кишечника (вплоть до образования язв), бронхов (частые бронхиты), мочеполовой системы (лёгкое инфицирование). Дерматиты сопровождаются патологической пролиферацией, кератинизацией и слущиванием эпителия. Десквамация эпителия слёзных каналов может приводить к их закупорке и уменьшению смачивания роговицы глаза — она высыхает (ксерофтальмия) и размягчается (кератомаляция) с образованием язв и «бельма». Поражение роговицы может развиваться очень быстро, так как нарушение защитных свойств эпителия приводит к вторичным инфекциям. При недостатке витамина также начинается отставание в росте.
Витамин A особо требуется для ночного (сумеречного) зрения, которое полностью зависит от присутствия этого витамина. Поэтому даже незначительный его дефицит вызывает ослабления зрения в темноте. Если дефицит этого витамина нарастает, быстро возникает зрительное утомление — глаза устают даже после просмотра телепередач. Дальше повышается чувствительность к яркому дневному свету, ведь чем меньше света попадает в глаза, тем меньше расходуется витамин A. Работа при ярком свете, равно как и напряжение зрения при тусклом освещении, требует сравнительно большего расхода витамина A, чем работа при нормальном освещении. Когда недостаток витамина A становится ещё более острым, появляются жжение, зуд и воспаление век, напряжение и резкая боль в глазных яблоках, в уголках глаз скапливается слизь. Могут появиться нервозность и потеря сил, ячмени, изъязвления на роговице.
Дефицит витамина A приводит к изменению слизистых и кожных покровов. Начинают отмирать клетки не только поверхностных слоёв эпидермиса, но у глубоких. Отмершие клетки закупоривают поры и препятствуют проникновению жировой смазки к поверхности кожи. Кожа высыхает и грубеет, возникает зуд. Закупорка протоков кожных желёз вызывает появление островков «гусиной кожи», не связанных с изменениями температуры. Такие островки сначала появляются на локтях, коленях, ягодицах и области плеч. В порах, расширенных из-за скопления отмерших клеток и жиров, образуются белые или чёрные угри, которые инфицируются; появляются прыщи. Кожа становится восприимчивой к бактериальным инфекциям, могут развиваться гнойничковые заболевания: импетиго, фурункулы и карбункулы.
Когда в организме не хватает витамина A, волосы становятся сухими и тусклыми, утрачивают блеск, появляется перхоть. Ногти легко расслаиваются, на них появляются бороздки. Нарушается состояние слизистых оболочек, выстилающих поверхности тела, так и внутренних органов — дыхательных путей, жёлчного и мочевого пузыря и пр. В норме слизистые непрерывно выделяют жидкость, слизь, которая препятствует проникновению и размножению бактерий. Кроме того, через слизистые удаляются отходы жизнедеятельности, поэтому в здоровых тканях не накапливаются отмершие клетки. Недостаток витамина A создаёт идеальные условия для развития бактерий.
Надлежащее обеспечение, но не избыток витамина A, особенно важен для беременных и кормящих женщин для нормального развития плода и новорождённого ребёнка. Дефицит витамина A во время беременности может приводить к порокам развития ушей. Недостатки не могут быть компенсированы послеродовой добавкой.
Ингибирование метаболизма витамина A в результате употребления алкоголя во время беременности является одним из механизмов развития фетального алкогольного синдрома и характеризуется практически такой же тератогенностью, что и дефицит витамина A.

## Гипервитаминоз
Доза витамина A 25 000 МЕ/кг вызывает острое отравление, а ежедневное употребление дозы 4000 МЕ/кг в течение 6—15 месяцев вызывает хроническое отравление.
Для гипервитаминоза характерны следующие симптомы: воспаление роговицы глаза, потеря аппетита, тошнота, увеличение печени, боли в суставах. Хроническое отравление витамином A наблюдается при регулярном употреблении высоких доз витамина, больших количеств рыбьего жира. При избыточном употреблении каротинов возможно пожелтение ладоней, подошв стоп и слизистых, однако даже в крайних случаях симптомов интоксикации не наблюдается. У животных более чем 100-кратное увеличение дозировки β-каротина приводило к прооксидантному эффекту. Этого не наблюдалось в присутствии витаминов E и C, которые защищают молекулу от окислительной деструкции.
Случаи острого отравления со смертельным исходом возможны при употреблении в пищу печени акулы, белого медведя, морских животных, хаски. Европейцы начали сталкиваться с этим по крайней мере с 1597 года, когда участники третьей экспедиции Баренца серьёзно заболели после того, как съели печень белого медведя.
Острая форма отравления проявляется в виде судорог, паралича. При хронической форме передозировки повышается внутричерепное давление, что сопровождается головной болью, тошнотой, рвотой. Одновременно возникает отёчность жёлтого пятна и связанные с этим нарушения зрения. Проявляются геморрагии, а также признаки гепато- и нефротоксического действия больших доз витамина A. Могут происходить спонтанные переломы костей. Избыток витамина A может вызвать врождённые дефекты и поэтому не должен превышать рекомендуемой дневной нормы.
Для ликвидации гипервитаминоза назначают маннит, снижающий внутричерепное давление и ликвидирующий симптомы менингизма, глюкокортикоиды, ускоряющие метаболизм витамина в печени и стабилизирующие мембраны лизосом в печени и почках. Витамин E тоже стабилизирует клеточные мембраны. Большие дозы витамина A нельзя назначать беременным (особенно на ранних стадиях беременности) и даже за полгода до беременности, так как очень велика опасность возникновения тератогенного эффекта.

## Врождённые нарушения обмена витамина A

### Гиперкаротинемия
Причиной заболевания является отсутствие кишечной β-каротиноксигеназы, катализирующей реакцию образования ретинола из каротинов. Основными симптомами являются куриная слепота и помутнение роговицы. Резко снижено содержание ретинола в крови.

### Фолликулярный кератоз Дарье
Наследственное заболевание, наряду с изменениями кожи отмечаются отставание умственного развития и психозы. Типичны продольная исчерченность и зазубренность ногтей. Эффективно длительное назначение повышенных доз витамина A.

## Медицинское использование

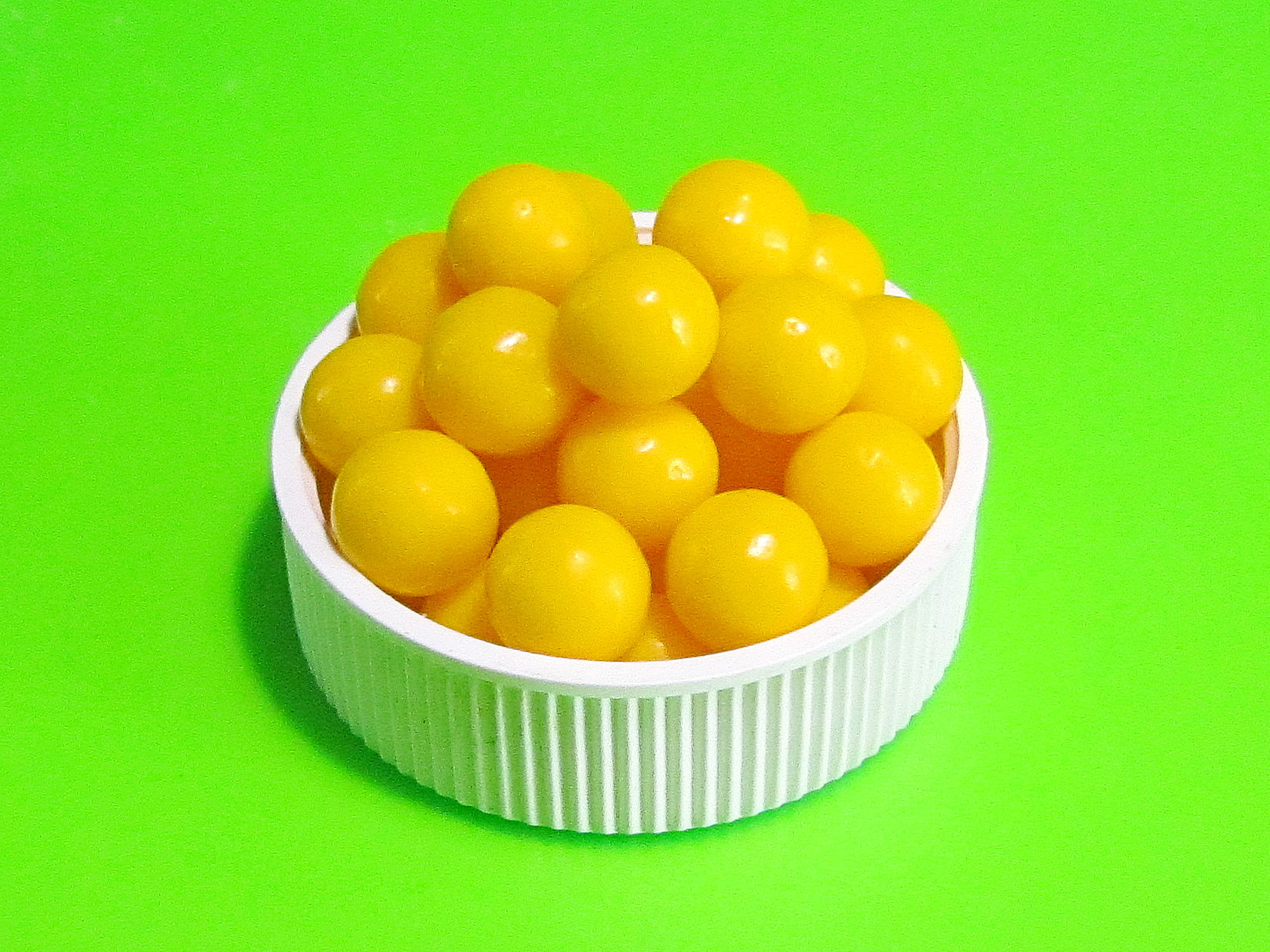
Ревит (Витамины А, B1, B2 и C)

Существуют следующие показания к применению препаратов витамина A в медицинских целях.
1. Профилактика и устранение гиповитаминоза. Специфических критериев выявления гиповитаминоза A не существует. Врач может ориентироваться на клинику (анорексия, замедление роста, низкая резистентность к инфекции, появление признаков менингизма, возникновение язвенного процесса на слизистых оболочках) и лабораторные данные (содержание витамина A в крови)[4].
2. Инфекционные заболевания (вместе с витамином C)[4].
3. Рахит (вместе с витамином D)[4].
4. Никталопия (вместе с рибофлавином и никотиновой кислотой)[4].
5. Кожные заболевания (псориаз, пустулезный дерматит и т. д.).

Существуют специальные препараты витамина A для лечения заболеваний кожи: изотретиноин (ретиноевая кислота) и этретинат (её этиловый эфир). Они во много раз активнее ретинола.
Витамин A употребляется перорально или вводится внутримышечно. В США витамин A в капсулах, содержащих высокие дозы (например, 50 000 МЕ), больше не доступен в свободной продаже. Однако возможно получение таких капсул от международных организаций (например, ЮНИСЕФ) для лечения недостаточности в развивающихся странах. Внутримышечно витамин вводят в тех случаях, когда перорально это невозможно (например, из-за анорексии, тошноты, рвоты, пред- или послеоперационных состояний или мальабсорбции).
Витаминные добавки нужно применять только тогда, когда существуют медицинские показания к их применению. Большинство людей от приёма витаминных добавок не получило бы никакой пользы, а в ряде случаев они могут причинять и вред. Так, исследование применения витамина A и β-каротина, проведённое в 1996 году с участием 18 тысяч человек, показало увеличение заболеваемости раком лёгких. По данным выполненного в 2004 году обзора двадцати исследований применения витамина A, витамина C, витамина E и β-каротина с участием 211 818 пациентов, витамины увеличивают смертность. В систематическом обзоре, выполненном в 2012 году и обобщающем данные исследований витаминов-антиоксидантов у 215 900 пациентов, был сделан вывод об опасности биологически активных добавок с витамином E, β-каротином и большими дозами витамина A.